# Ariadna Szyrinkina
Ariadna Jewgienjewna Szyrinkina, ros. Ариадна Евгеньевна Ширинкина (ur. w 1917 r. w Charkowie, zm. w 1990 r. we Frankfurcie nad Menem) – rosyjska działaczka emigracyjna, współpracownik Sonderstab „R” podczas II wojny światowej.
W 1920 r. jej rodzina wyjechała z Rosji. W 1935 r. A. J. Szyrinkina ukończyła gimnazjum rosyjsko-serbskie w Zagrzebiu, po czym rozpoczęła studia medyczne na miejscowym uniwersytecie. Z powodu trudności materialnych nie ukończyła ich. W 1936 r. wstąpiła do Narodowego Związku Pracujących (NTS). Wkrótce weszła w skład kierownictwa oddziału jugosłowiańskiego NTS. Pracowała jako maszynotypistka w redakcjach pism NTS „Za Rossiju” i „Za Rodinu”.
Po ataku wojsk niemieckich na ZSRR 22 czerwca 1941 r., przedostała się poprzez Warszawę na okupowane tereny tego państwa, prowadząc tam półkonspiracyjną działalność. Została współpracownikiem Sonderstab „R”. Dwa razy była aresztowana przez Niemców. W 1944 r. ewakuowała się do Niemiec. Prowadziła następnie szkolenia wywiadowcze kobiet w niemieckiej szkole wywiadowczej koło St. Johann in Tirol.
Po zakończeniu wojny zamieszkała w Ratyzbonie. Kontynuowała działalność w NTS. W 1947 r. wyjechała do Belgii. W 1951 r. z polecenia władz NTS przybyła do Limburga, gdzie zaangażowała się w działania tzw. Zakrytego Sektora NTS (przerzucanie agentów do ZSRR i propaganda antysowiecka). W II poł. lat 70. była pracownicą Sekretariatu Biura Wykonawczego NTS. Jednocześnie wchodziła w skład kierownictwa oddziału niemieckiego NTS. Była też redaktorem pisma „Wstreiczi”.